# Armand Husson
Pour les articles homonymes, voir Husson (homonymie).
Jean Christophe Armand Husson, né le 8 septembre 1809 à Claye et mort le 7 décembre 1874 en son domicile de Paris 5e, est un économiste et administrateur français.

## Biographie
Entré comme commis à la préfecture de la Seine en 1828, Husson est ensuite chef de bureau puis directeur de l'administration départementale et communale. En 1845, il mène, en compagnie de l'architecte Victor Baltard, une mission d'étude sur les marchés publics en Allemagne, en Belgique et aux Pays-Bas. En 1859, nommé directeur de l'Assistance publique de Paris, en remplacement d’Henri Davenne, il organise un voyage d'étude avec des médecins des hôpitaux parisiens pour vérifier de visu s'il est opportun de créer un hôpital maritime pour les jeunes scrofuleux du département de la Seine, et il introduit des réformes majeures. La même année, il fonde l’hôpital maritime de Berck, et fonde le journal Statistique médicale des hôpitaux de Paris en 1867.
En 1871, il est nommé secrétaire général de la préfecture de la Seine et directeur des finances de la ville de Paris.
Ses importants travaux en économie statistique lui valent d'être élu membre de l'Académie des sciences morales et politiques, d'abord à la section politique en 1863, puis à la section morale et sociologie en 1866. Il est également élu membre de l'Académie nationale de médecine en 1863.

## Principales publications
- Géographie industrielle et commerciale de la France, indiquant la richesse territoriale, les forces industrielles, l'état du commerce, le mouvement des produits et des marchandises, et les voies de communication par lesquelles ils s'écoulent, 1838.
- Traité de la législation des travaux publics et de la voirie en France, 2 vol., 1841.
- Les Consommations de Paris, Paris, Hachette, 1856, xvi, 550 (OCLC 1241541448, lire en ligne sur Gallica), p. 350.
- Étude sur les hôpitaux considérés sous le rapport de leur construction, de la distribution de leurs bâtiments, de l'ameublement, de l'hygiène et du service des salles de malades, 1862 (lire en ligne sur Gallica).
- Mémoire au conseil de surveillance sur la proposition d'un nouveau régime alimentaire pour les malades des hôpitaux, 1866.
- Note sur la ventilation des hôpitaux, rédigée pour le comité consultatif des hôpitaux par l'un de ses membres, 1865.
- Note sur la mortalité des enfants du premier âge nés dans la ville de Paris, 1870.
- Étude sur les hôpitaux considérés sous le rapport de leur construction, de la distribution de leurs bâtiments, de l’ameublement, de l’hygiène & du service des salles de malades, 1862.
- Note sur la ventilation des hôpitaux, rédigée pour le comité consultatif des hôpitaux par l’un de ses membres, 1864.
- Traité de la législation des travaux publics et de la voirie en France, 1850.
- Note sur le droit des pauvres : lue dans la séance du 13 décembre 1869 à la commission spéciale, 1870.
- Statistique médicale des hôpitaux de Paris / Administration générale de l'Assistance publique à Paris, 1867-1870.